# Фернандо-де-Пеняльвер
Фернандо-де-Пеняльвер (исп. Fernando de Peñalver) — муниципалитет в составе венесуэльского штата Ансоатеги. Административный центр — город Пуэрто-Пириту. Муниципалитет назван в честь борца за независимость Венесуэлы Фернандо Пеняльвера, который в 1824-1827 годах был губернатором провинции Карабобо.

## Административное деление
Муниципалитет делится на 3 прихода:
- Пуэрто-Пириту
- Сан-Мигель
- Сукре